# Aegithalos concinnus
Il codibugnolo golanera (Aegithalos concinnus (Gould, 1855)) è un uccello passeriforme della famiglia Aegithalidae.

## Etimologia
Il nome scientifico della specie, concinnus, deriva dal latino e significa "elegante".

## Descrizione

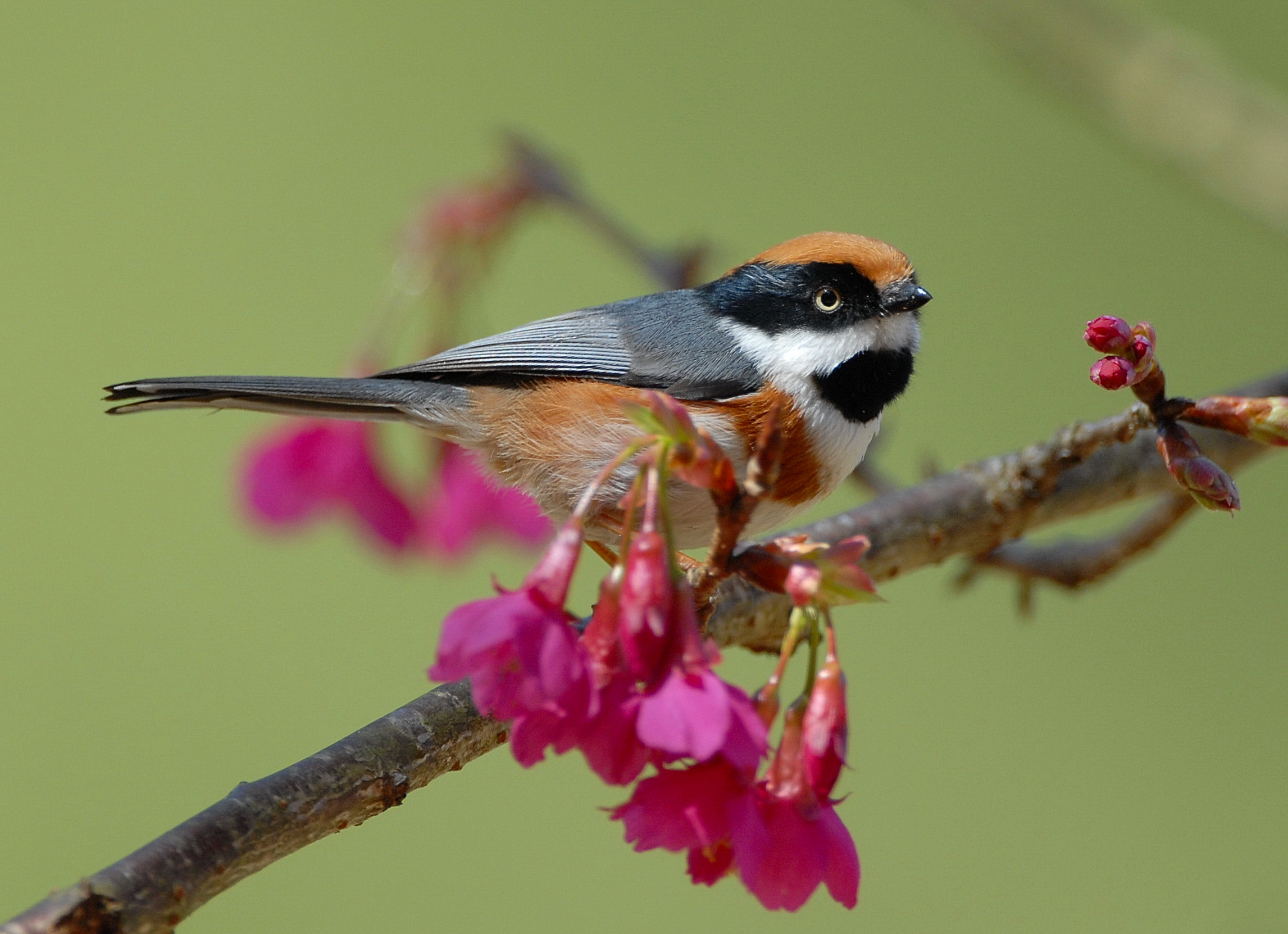
Esemplare a Taiwan.

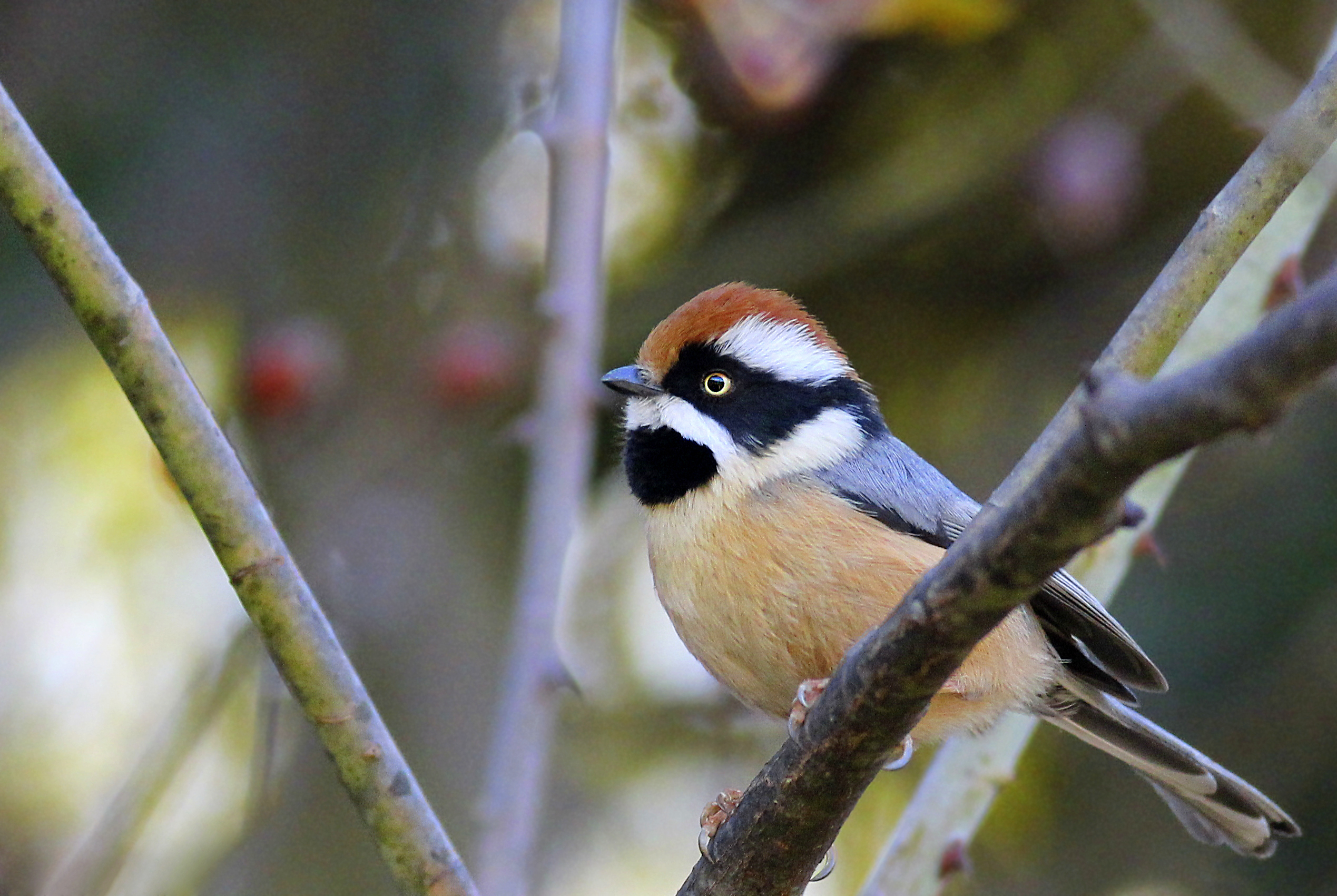
Esemplare della sottospecie iredalei.

### Dimensioni
Misura 10,5 cm di lunghezza, per 4-9 g di peso.

### Aspetto
Si tratta di uccelletti dall'aspetto paffuto e arrotondato, muniti di grossa testa arrotondata con corto becco conico dalla mandibola superiore lievemente ricurva verso il basso, ali corte ma appuntite e coda lunga quasi quanto il corpo e dall'estremità cuneiforme.
Il piumaggio è di color nocciola-arancio su fronte, vertice e nuca, nonché su fianchi, codione, parte piumata delle zampe e su una sottile banda che va da una scapola all'altra, separando la gola (che è bianca con una macchia triangolare nera dal vertice rivolto verso la parte inferiore del becco) dal petto, che è anch'esso di colore bianco candido, così come bianchi sono ventre e sottocoda: gli occhi sono cerchiati di nero, colore che partendo dai lati del becco va a formare una mascherina che assottigliandosi giunge fino alla nuca. Dorso, ali e coda sono di color grigio ardesia, con queste ultime due parti più scure ma dai riflessi argentei.

Sussiste una certa variabilità nel piumaggio a seconda della sottospecie presa in considerazione, generalmente consistente nella ridotta estensione (quando non nell'assenza) dell'arancio di testa e fianchi, sostituito dal grigio.
Il becco è nerastro, le zampe sono di color carnicino-arancio e gli occhi sono giallini.

## Biologia

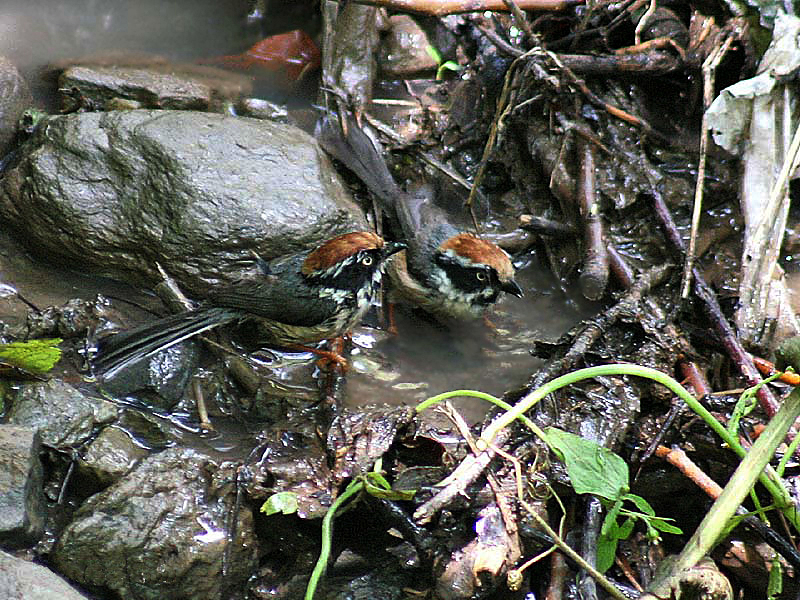
Esemplari al bagno nell'Himachal Pradesh.

Si tratta di uccelletti vispi e vivaci, piuttosto gregari, che durante il giorno si muovono in stormi che possono arrivare a contare una quarantina d'individui (non di rado aggregandosi a stormi misti con altre specie dalle abitudini di vita simili), passando la maggior parte della giornata alla ricerca di cibo fra i rami di alberi e cespugli, tenendosi frattanto in contatto vocale quasi costante mediante corti e melodiosi richiami sibilanti. 

### Alimentazione

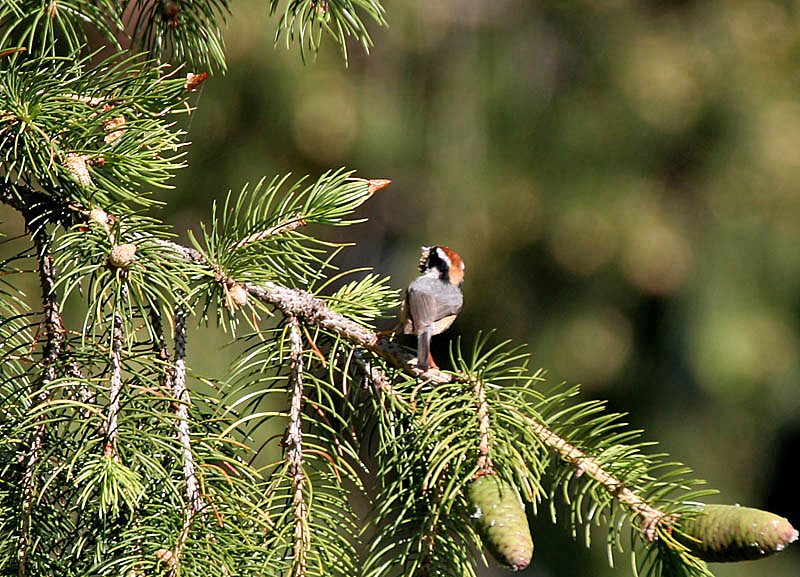
Esemplare cerca il cibo su peccio dell'Himalaya.

Il codibugnolo golanera è un uccello insettivoro, la cui dieta si compone perlopiù d'insetti, ragni ed altri piccoli invertebrati rinvenuti cercando fra le foglie delle piante: questi uccelli si cibano inoltre di tanto in tanto anche di semi, frutta e frutti di bosco.

### Riproduzione
La stagione riproduttiva va da marzo a maggio (con alcune coppie che possono nidificare anche all'inizio di giugno): si tratta di uccelli monogami, nei quali i due partner, che si isolano dallo stormo durante il periodo degli amori, collaborano nelle varie fasi dell'evento riproduttivo, talvolta con l'aiuto di altri esemplari esterni.
Il nido è a forma di sacco e viene costruito fra i cespugli spinosi con ragnatela e pezzetti di licheni: al suo interno la femmina depone 4-10 uova, che vengono covate per circa due settimane, al termine delle quali schiudono pulli ciechi ed implumi.

I nidiacei vengono imbeccati e accuditi da ambedue i genitori: essi sono pronti per l'involo a una ventina di giorni di vita, tuttavia rimangono coi genitori (seguendoli nei loro spostamenti e chiedendo loro sempre più sporadicamente l'imbeccata) almeno fino al mese e mezzo d'età, prima di allontanarsi dal nido in maniera definitiva e disperdersi.

## Distribuzione e habitat

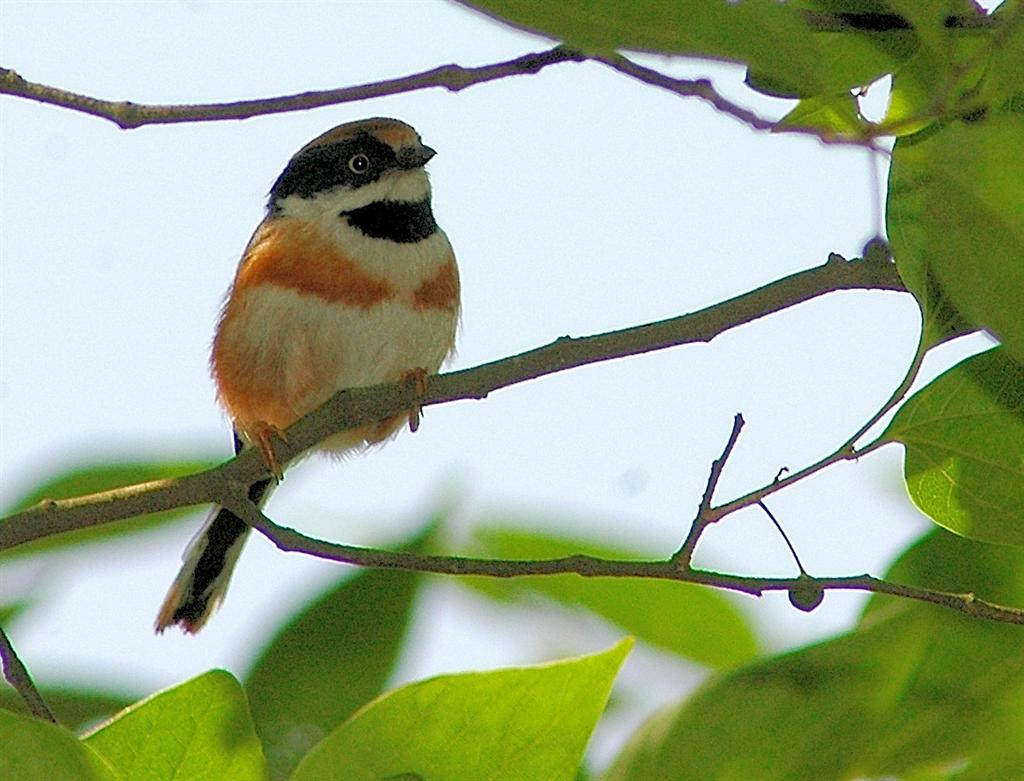
Esemplare in natura.

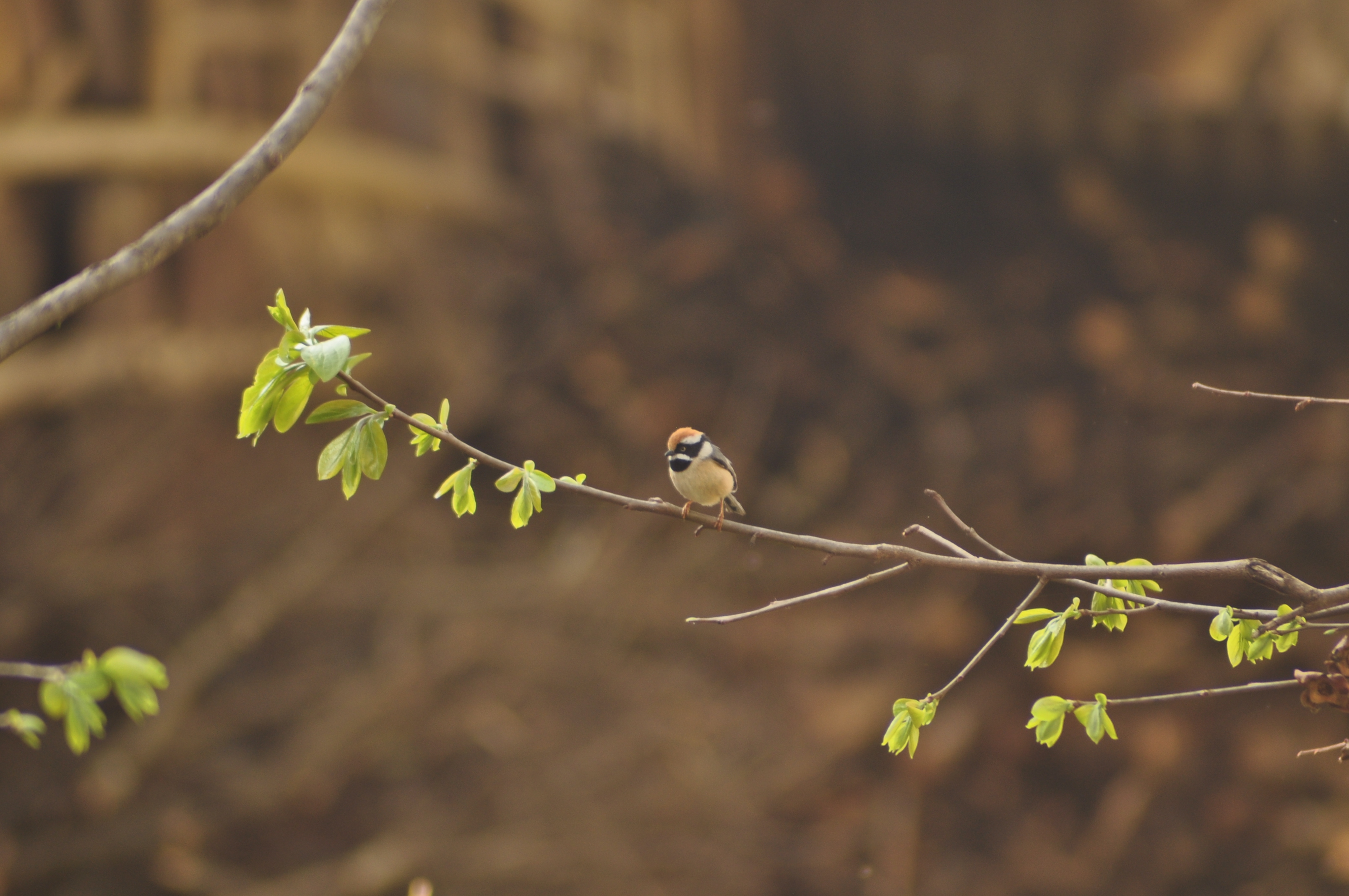
Esemplare in Nepal.

Il codibugnolo golanera abita un areale piuttosto ampio che va dalle pendici sud-occidentali dell'Himalaya all'Indocina nord-orientale, in direttrice nord-est fino alle sponde meridionali del Fiume Giallo e a Shanghai: popolazioni disgiunte sono inoltre presenti ad Hainan, a Taiwan e nell'area di confine fra Vietnam, Cambogia e Laos.
L'habitat di questi uccelli è rappresentato dalla foresta decidua temperata e subtropicale, collinare o pedemontana, a prevalenza di latifoglie (soprattutto querce), ma con tolleranza anche per le conifere.

## Tassonomia
Se ne riconoscono sei sottospecie:

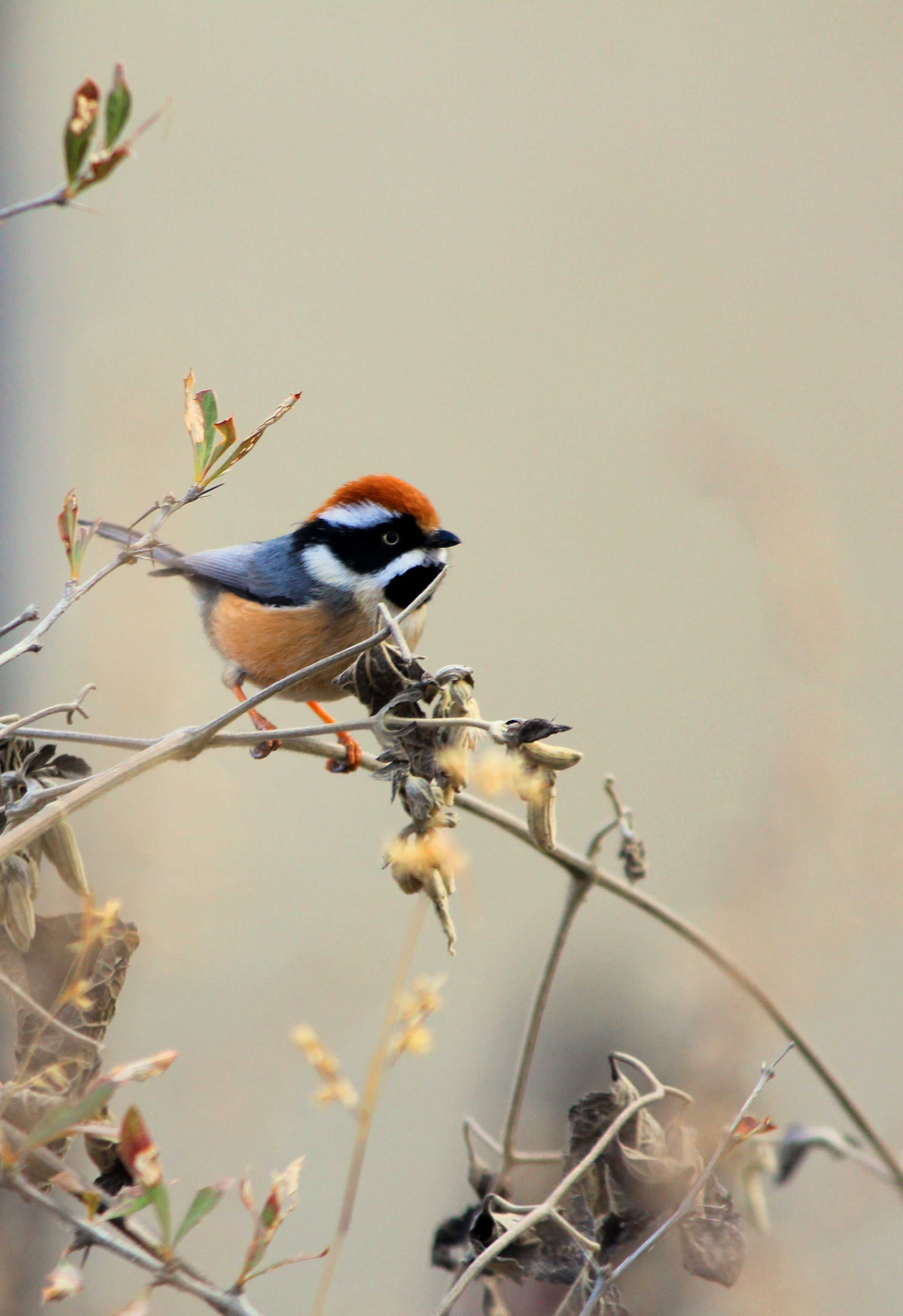
Esemplare della sottospecie (per alcuni specie a sé stante) iredalei a Shimla.

- Aegithalos concinnus concinnus (Gould, 1855) - la sottospecie nominale, diffusa in Cina centrale e orientale (Gansu e Shaanxi meridionali, a sud fino a Guangxi e Guangdong settentrionali, con una popolazione riproduttrice ad Hong Kong probabilmente introdotta[3]), Vietnam nord-orientale (province di Cao Bang e Ha Giang) e a Taiwan;
- Aegithalos concinnus annamensis (Robinson & Kloss, 1919) - diffusa nell'isolata estremità sud-orientale dell'areale occupato dalla specie;
- Aegithalos concinnus pulchellus (Rippon, 1900) – endemica dell'area di confine fra Birmania e Thailandia;
- Aegithalos concinnus talifuensis (Rippon, 1903) – diffusa dalla sponda occidentale dell'Irrawaddy al nord di Laos e Vietnam, attraverso Sichuan centrale e meridionale, Yunnan, Guizhou e Guangxi meridionali[4];
- Aegithalos concinnus manipurensis (Hume, 1888) – diffusa dall'Arunachal Pradesh nord-orientale allo stato Chin;
- Aegithalos concinnus iredalei (Baker, 1920) - diffusa lungo le pendici meridionali dell'Himalaya dallo Swat al Tibet sud-orientale;

Lo status tassonomico del codibugnolo golanera è ancora lungi dall'essere chiarito: mentre rimane ancora oscura l'appartenenza di alcune popolazioni, secondo alcuni autori le sottospecie annamensis ed iredalei sarebbero sufficientemente distinte dalle altre a livello genetico, di vocalizzazioni e di piumaggio da poter essere elevate al rango di specie a sé stanti, coi nomi rispettivamente di Aegithalos annamensis ed Aegithalos iredalei (quest'ultima addirittura con una propria sottospecie, A. i. rubricapillus).